# سونيا كاسيدي
سونيا كاسيدي (بالإنجليزية: Sonya Cassidy)‏ هي ممثلة بريطانية، ولدت في 1987.

## أعمال

### أفلام
- (2013) السلطة الخامسة[4]

## وصلات خارجية
- سونيا كاسيدي على موقع IMDb (الإنجليزية)
- سونيا كاسيدي على موقع روتن توميتوز (الإنجليزية)
- سونيا كاسيدي على موقع ألو سيني (الفرنسية)
- سونيا كاسيدي على موقع أول موفي (الإنجليزية)
- سونيا كاسيدي على موقع قاعدة بيانات الفيلم (الإنجليزية)
- سونيا كاسيدي على موقع كينوبويسك (الروسية)